# Iulia Hasdeu
Iulia Hasdeu, född 2 november 1869 i Bukarest, död där 29 september 1888, var en rumänsk poet. Hon var Rumäniens första student vid Sorbonne och betraktades som en föregångare.